# 蒂里耶尼扎马特坎
蒂里耶尼扎马特坎（Thiriya Nizamat Khan），是印度北方邦Bareilly县的一个城镇。总人口19251（2001年）。

## 人口
该地2001年总人口19251人，其中男性10075人，女性9176人；0—6岁人口3462人，其中男1820人，女1642人；识字率31.92%，其中男性为38.60%，女性为24.59%。